# 4751 Alicemanning
4751 Alicemanning је астероид главног астероидног појаса са средњом удаљеношћу од Сунца која износи 3,178 астрономских јединица (АЈ).
Апсолутна магнитуда астероида је 12,0.